# Ishpeming
Ishpeming (engelskt uttal: [ˈɪʃpəmɪŋ]) är en stad i Marquette County, Michigan, USA. Staden har 6 686 invånare (2005).
National Ski Hall of Fame and Ski Museum ligger i Ishpeming.

## Historia
Under emigrationen från Sverige till Nordamerika sökte sig drygt en tredjedel av befolkningen i Åtvidaberg i Östergötland och ett hundratal från Filipstad i Värmland till Ishpeming. Åren 1882–1893 sökte sig också 30-tal personer från Ånimskogs socken i Dalsland till Ishpeming.
Den första svenska kyrkan i Marquette County grundades 1870. Den kom en tid att räknas som den största inom Augustanasynoden.
Svenskamerikanen och nobelpristagaren Glenn T. Seaborg föddes i Ishpeming.

## Demografi
Enligt USA:s folkräkning 2000 uppgav 25,5 % av befolkningen att de hade finländskt ursprung, 14,4 % italienskt, 14,1 % engelskt, 12,4 % franskt, 7,3 % tyskt, 5,7 % svenskt och 5,1 % irländskt. Av befolkningen hade 95,8 % engelska och 1,9 % finska som förstaspråk.

## Kända personer från Ishpeming
- Clarence Leonard "Kelly" Johnson, (1910 – 1990), flygplanskonstruktör.
- Glenn T. Seaborg, (1912 – 1999) Nobelpristagare i kemi 1951.